# Parc Saint-Paul
Koordinaten: 49° 25′ 19″ N, 1° 58′ 52″ O
Parc Saint-Paul ist ein im Jahr 1983 in der 70 km nördlich von Paris gelegenen Gemeinde Saint-Paul eröffneter Freizeitpark. Seit 2025 wird der Freizeitpark von der Looping Group betrieben.

## Geschichte
Parc Saint-Paul ist ein kleiner Freizeit- und Familienpark im Norden Frankreichs, etwa eine Stunde Autofahrt von Paris entfernt. Der Park wurde 1983 von Andrew Campion gegründet und im Jahr 1999 von Gilles Campion übernommen. Auf einer Fläche von 27 Hektar werden über 30 Attraktionen und mehrmals täglich verschiedene Shows angeboten.

## Attraktionen

### Achterbahnen
| Name               | Typ                | Hersteller        | Eröffnet |
| ------------------ | ------------------ | ----------------- | -------- |
| Aerotrain          | Junior Coaster     | Vekoma            | 2014     |
| Formule 1          | Formula Pax        | Pax Company       | 2005     |
| La Pomme           | Wacky Worm Coaster | DAL Lunapark      | 2005     |
| Mini Mouse Cartoon | Wilde Maus         | Zamperla          | 2004     |
| Souris Verte       | Spinning Coaster   | Zamperla          | 2007     |
| Wild Train         | Kiddie Coaster     | Pax Company       | 2000     |
| Wood Express       | Wooden Coaster     | The Gravity Group | 2018     |

### Wasserattraktionen
| Name             | Typ                 | Hersteller       | Eröffnet |
| ---------------- | ------------------- | ---------------- | -------- |
| Aqua Splash      | Wasserrutsche       | Metallbau Emmeln | 2015     |
| Dino Splash      | Wildwasserbahn      | Interlink        | 2002     |
| Mississippi Ship | Mississippi-Dampfer |                  | 2000     |
| Swan Boats       | Wasser-Tretboote    |                  | 2000     |

### Weitere Attraktionen
| Name               | Typ                    | Hersteller         | Eröffnet |
| ------------------ | ---------------------- | ------------------ | -------- |
| Adults Bumper Cars | Autoscooter            | Preston & Barbieri | 2012     |
| Bees’ Samba        | Kinder-Kettenkarussell | SBF Visa Group     | 2010     |
| Extreme Fall Tower | Freifallturm           | Pax Company        | 2004     |
| Flying Chairs      | Kettenkarussell        | Preston & Barbieri | 2001     |
| Funny Tractors     | Traktor-Rundkurs       | SBF Visa Group     | 2010     |
| Kids Bumper Cars   | Kinder-Autoscooter     | Preston & Barbieri | 2012     |
| Noah’s Ark         | Schiffschaukel         | Metallbau Emmeln   | 2010     |
| The Crazy House    | Crazy House            | Preston & Barbieri | 2001     |
| The Ferris Wheel   | Riesenrad              | Technical Park     | 2004     |
| The Pata’Wouf      | Jump Around            | SBF Visa Group     | 2010     |
| The Pilou Squadron | Kinder-Flugkarussell   | Technical Park     | 2005     |
| The Safari Trip    | Berg- und Talbahn      | Mack Rides         | 2005     |
| The Small Rabbits  | Schienenreitbahn       | Metallbau Emmeln   | 2013     |
| The Yoyo Tower     | Familien-Freifallturm  | Zamperla           | 2009     |

### Ehemalige Attraktionen
| Name           | Typ               | Hersteller | in Betrieb |
| -------------- | ----------------- | ---------- | ---------- |
| Family Coaster | Big Apple Coaster | Pinfari    | bis 2004   |
| Looping        | Powered Coaster   | Soquet     | 2003–2005  |

## Galerie

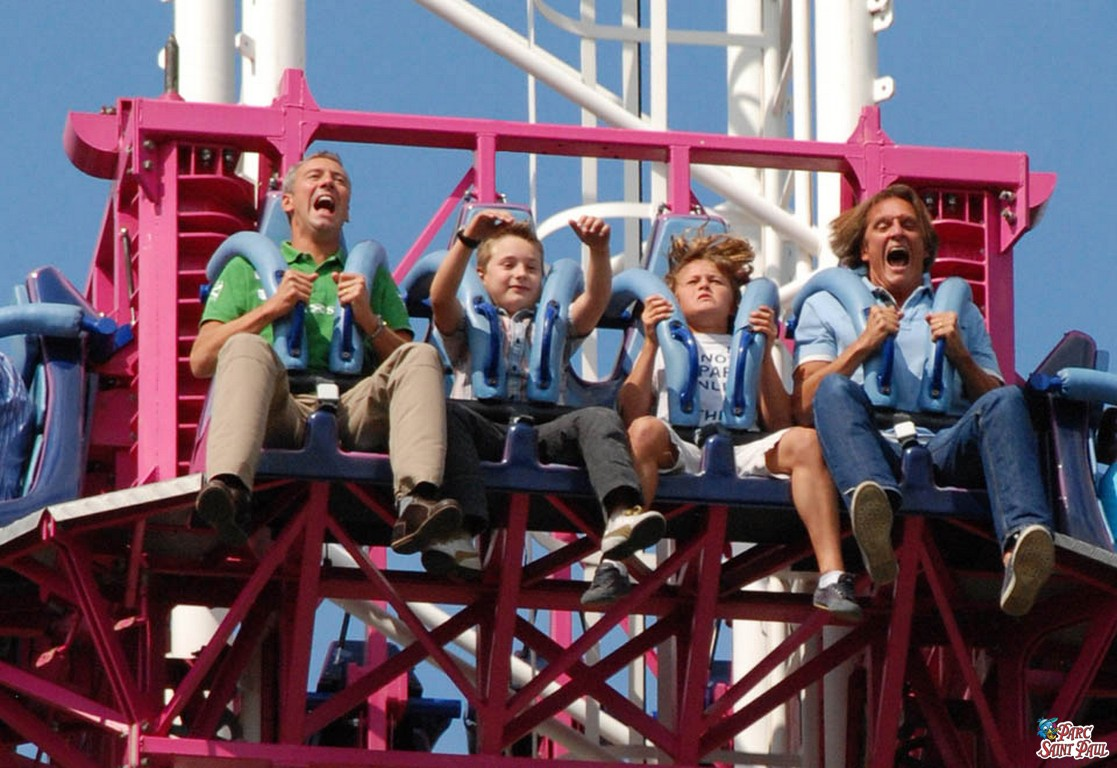
Extreme Fall Tower
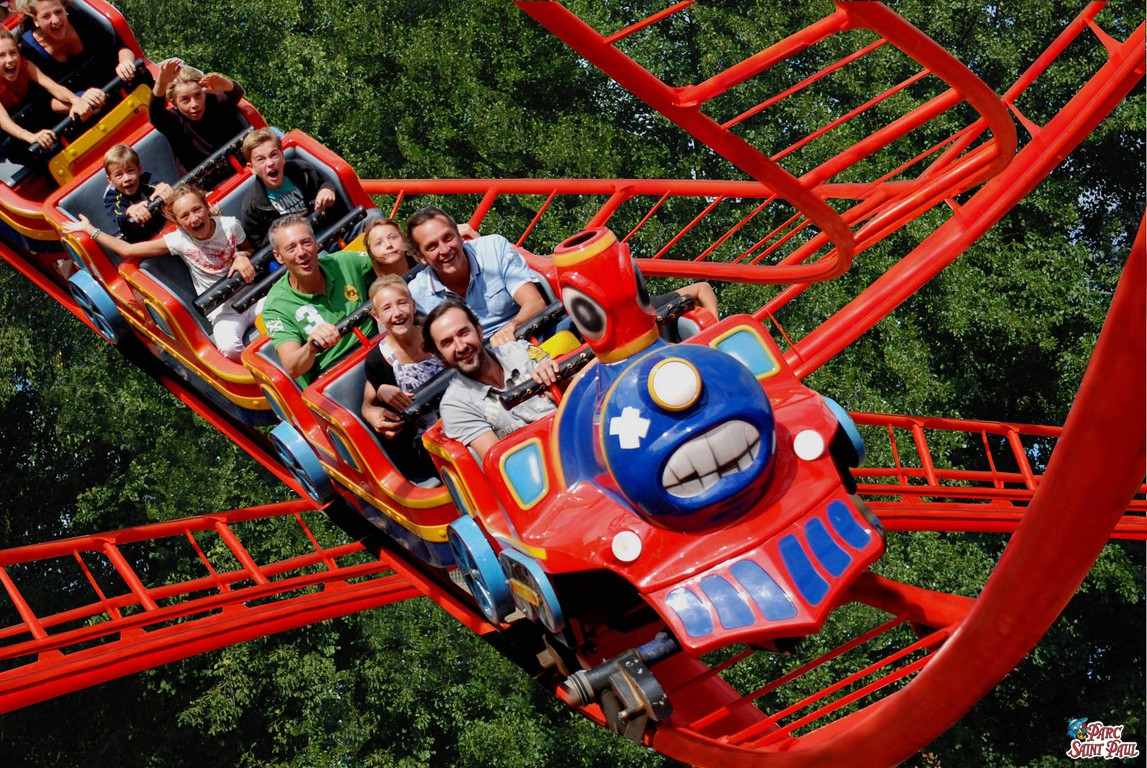
Wild Train
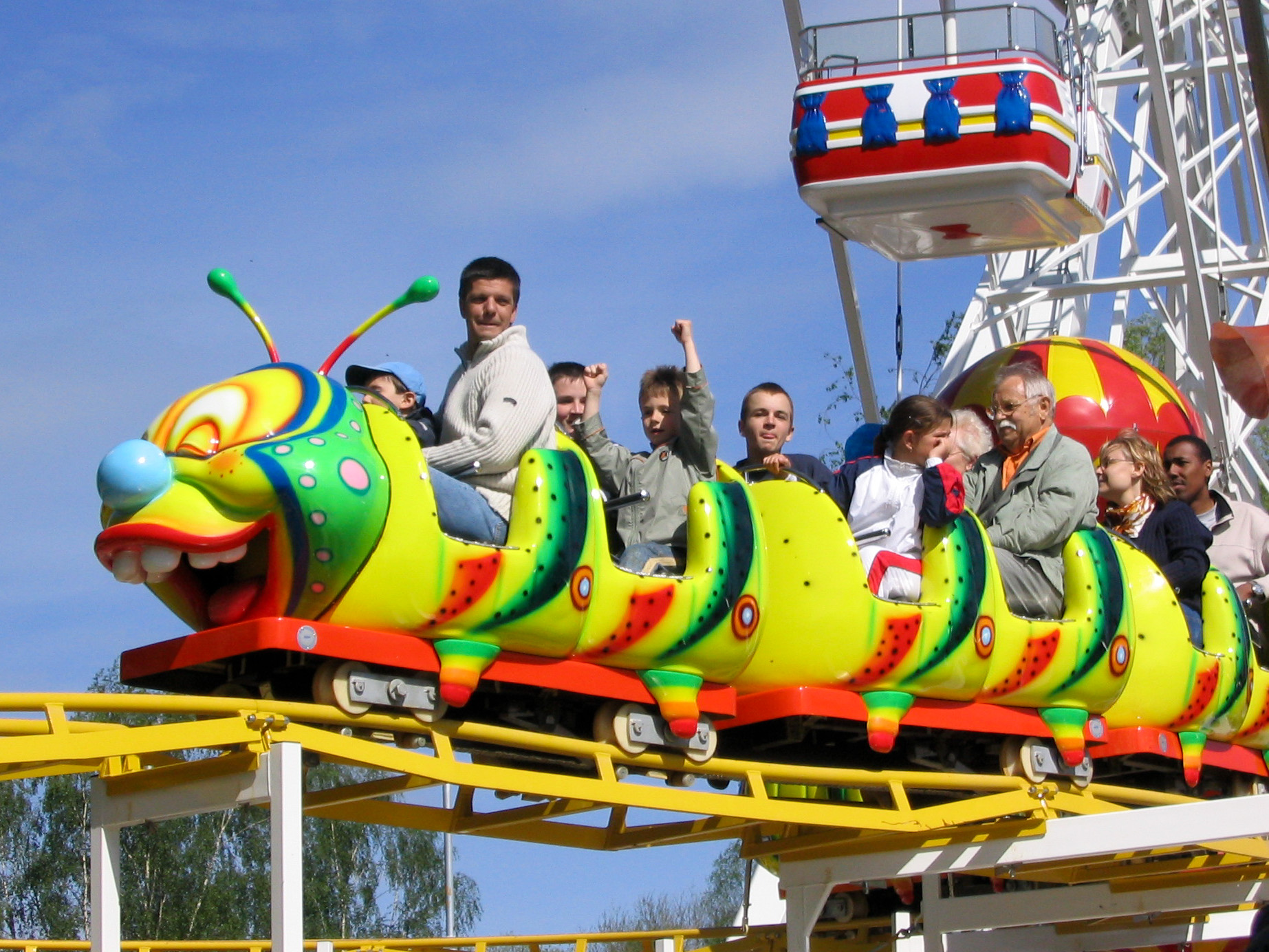
La Pomme
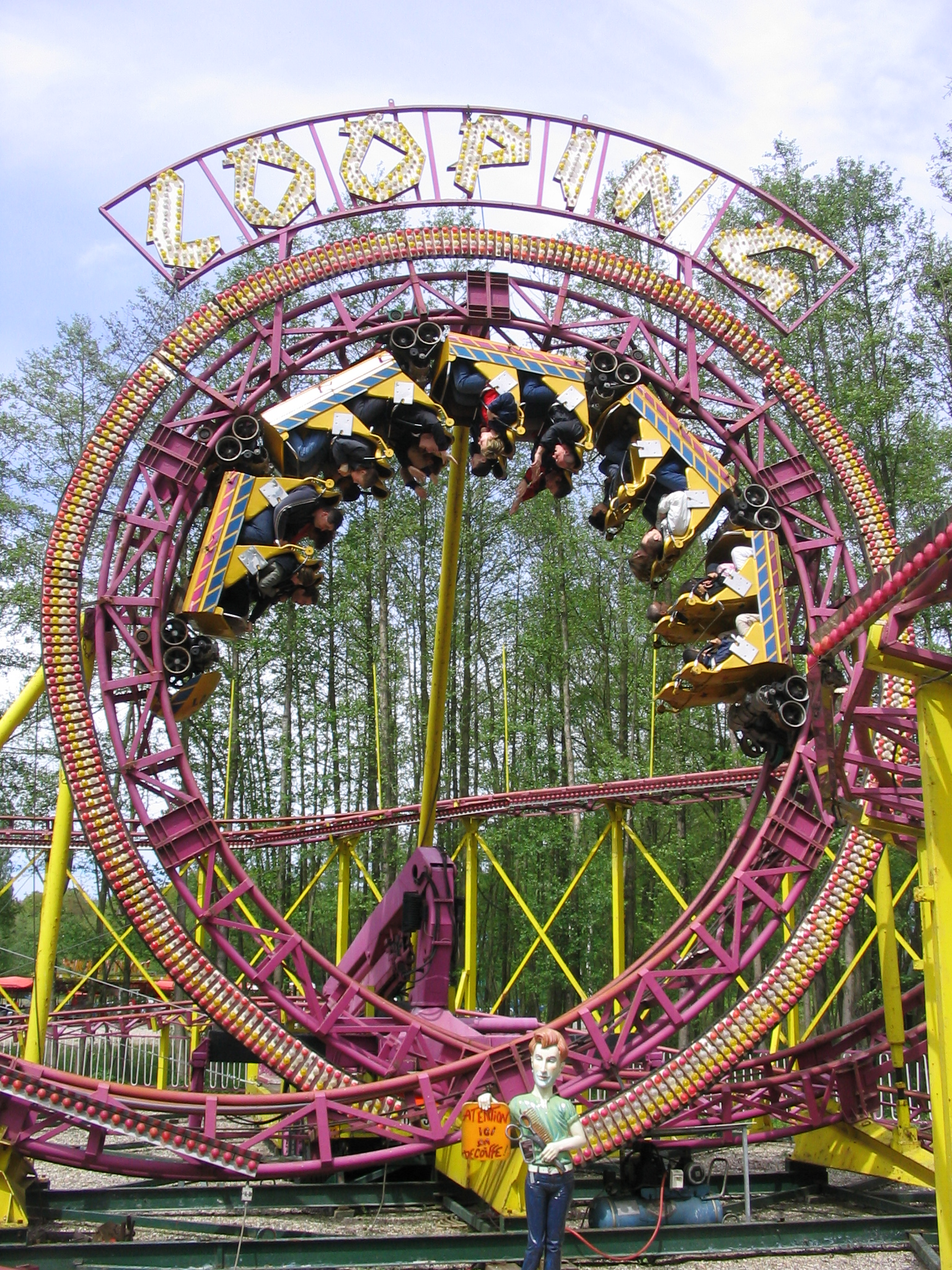
Looping
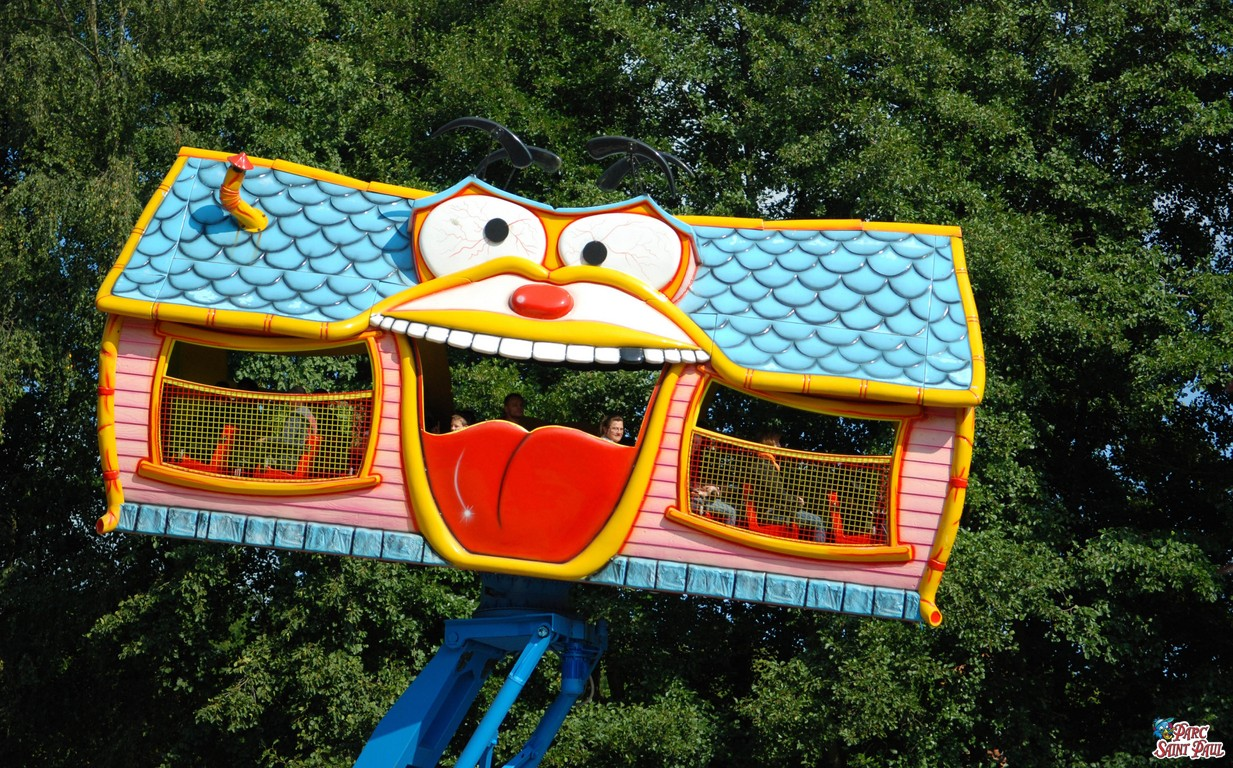
The Crazy House
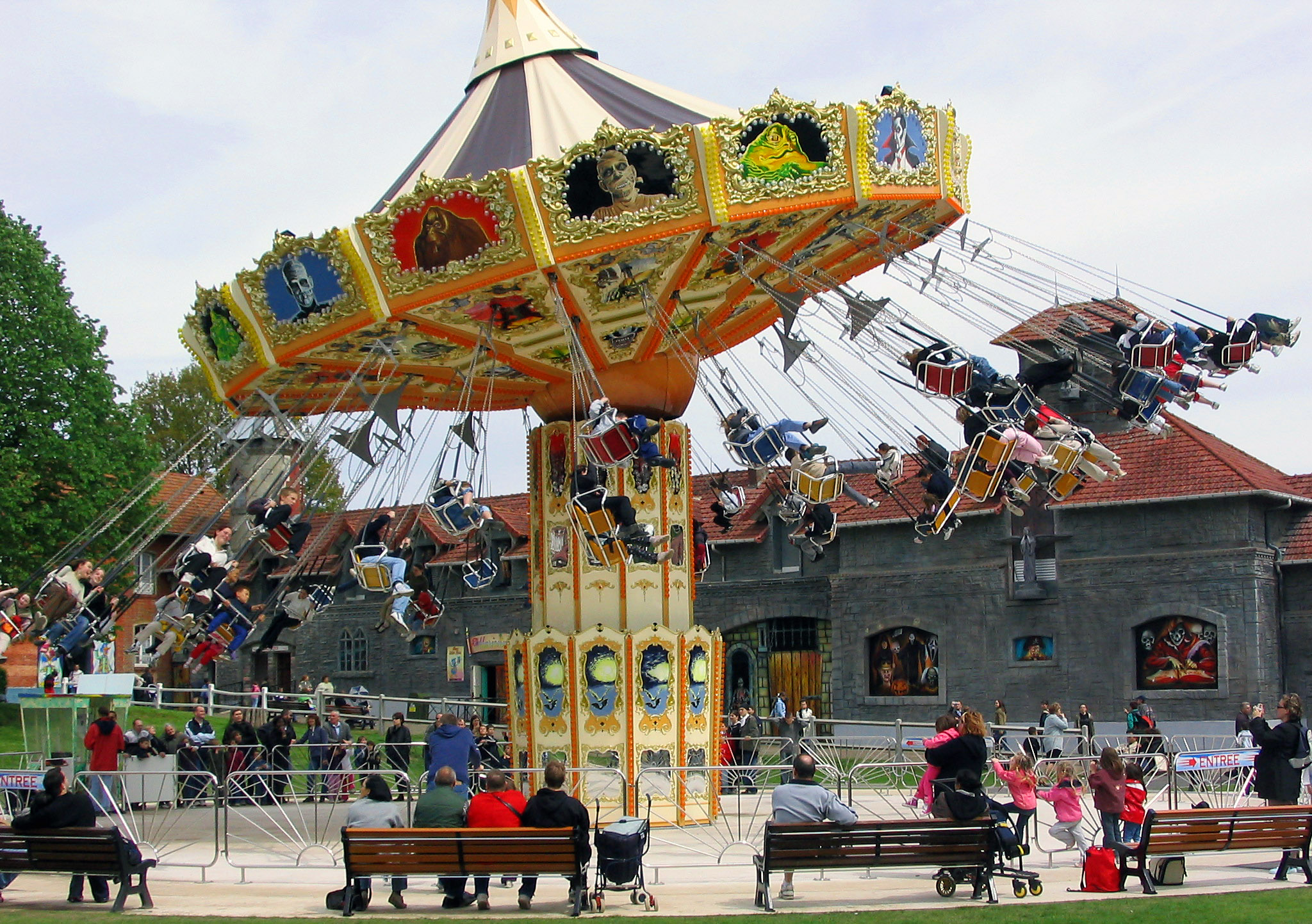
Flying Chairs
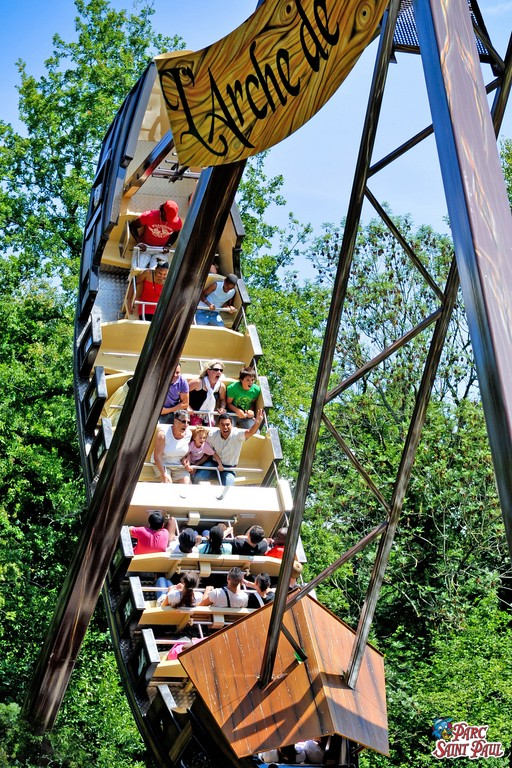
Noah’s Ark
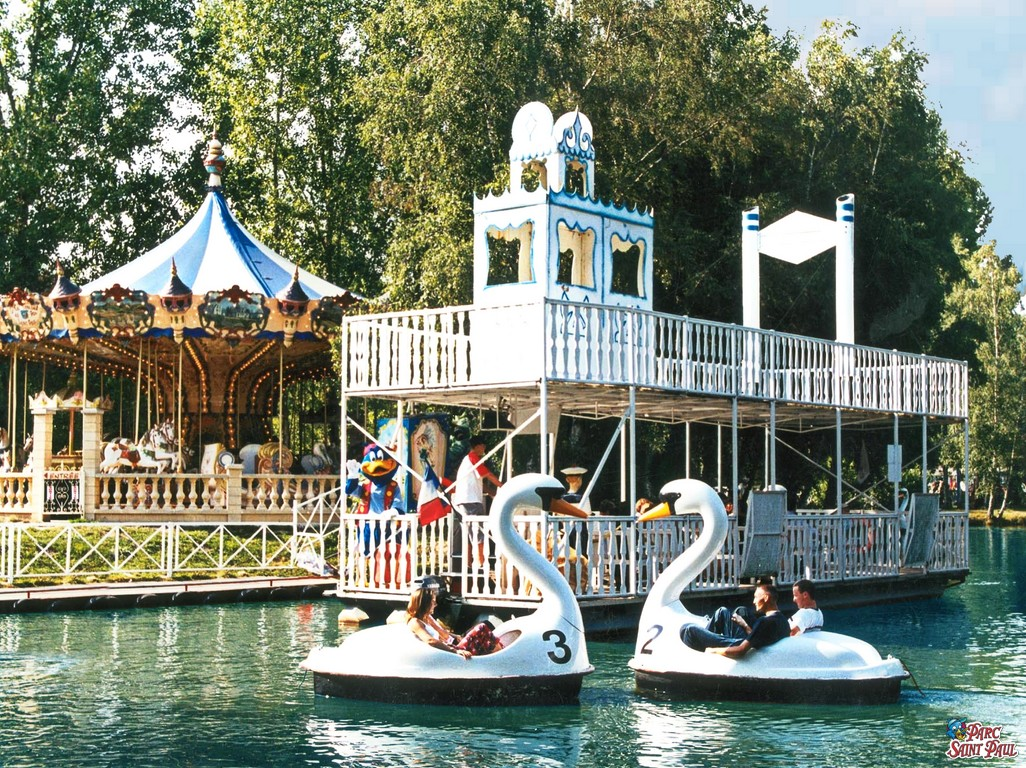
Mississippi Ship

## Unfälle
- 15. Juli 2005: Auf der Achterbahn Formule 1 des Herstellers PAX Company kam es zu einem Auffahrunfall im Park, bei dem mehrere Wagen auffuhren und zusammenstießen. Elf Menschen wurden dabei verletzt.[2]
- 17. August 2005: Rund vier Wochen später kam es erneut zu einem schweren Unfall im Park. Der Unfall ereignete sich auf dem Powered Coaster von Soquet mit dem Namen Looping, bei dem sich der voll besetzte Zug zum Unfallzeitpunkt bei der Durchfahrt durch den Looping befand, als sich der Zug von den Schienen ausklinkte und dann zu Boden fiel. Vier Menschen wurden an diesem Tag schwer verletzt. Die Bahn wurde nach dem Unfall stillgelegt und abgebaut.[2]
- 22. August 2009: An diesem Tag kam es zu einem Unfall im Park, bei dem eine 35-jährige Frau tödlich verletzt wurde. Wiederbelebungsversuche der Feuerwehr blieben ohne Erfolg. Die Frau befand sich zum Unfallzeitpunkt auf dem Formule-1-Coaster, auf dem sie aufgrund ihres Übergewichtes (korpulenter Körperbau, fast 100 kg Körpergewicht) eigentlich nicht hätte mitfahren dürfen, allerdings war sie nicht darauf hingewiesen worden. Die Bahn enthält auf der Hälfte der Fahrt einen Airtime-Hügel und kurz danach eine sehr steile Abfahrt, bei der die Frau aus ihrem Wagen herausgeschleudert wurde und in die Tiefe fiel. Die Frau verstarb noch an der Unfallstelle. Nach dem Unfall wurden alle Wagen der Bahn mit zusätzlichen Sicherheitsgurten ausgestattet.[3]
- 4. Juli 2020: Bei Formule-1 kam es zu einem weiteren tödlichen Unfall. Eine 32-jährige Frau fiel während der Fahrt aus der Bahn und verstarb trotz sofortigen Handelns der Rettungskräfte am Unfallort. Die Bahn wurde geschlossen; der Rest des Parks setzte den Betrieb fort.[4]